# Ariosoma sereti
Ariosoma sereti és una espècie de peix pertanyent a la família dels còngrids.

## Descripció
- La femella pot arribar a fer 26,5 cm de llargària màxima.
- Nombre de vèrtebres: 168-172.
- 215-223 radis tous a l'aleta dorsal.
- 167-168 radis tous a l'aleta anal.
- El cap i el cos són més foscos que el ventre.[4]

## Hàbitat
És un peix marí i bentopelàgic que viu entre 95 i 370 m de fondària.

## Distribució geogràfica
Es troba al Pacífic oriental central: les illes Marqueses.

## Observacions
És inofensiu per als humans.